# Сент Винсент и Гренадини на Светском првенству у атлетици на отвореном 2011.
Сент Винсент и Гренадини је на 13. Светском првенству у атлетици на отвореном 2011. одржаном у Тегу од 27. августа до 4. септембра учествовао тринаести пут, односно  учествовао на свим првенствима до данас. Репрезентацију Сент Винсента и Гренадина представљала је 1 такмичарка која се такмичили трци на 100 метара.,
На овом првенству Сент Винсент и Гренадини није освојио ниједну медаљу. Није било нових националних рекорда, али је био један лични рекорд сезоне.

## Учесници
Жене:
- Наташа Мајерс — 100 м

## Резултати

### Жене
| Атлетичарка   | Дисциплина | Лични рекорд | Квалификације   | Квалификације   | Полуфинале            | Полуфинале            | Финале                | Финале                | Детаљи |
| Атлетичарка   | Дисциплина | Лични рекорд | Резултат        | Место           | Резултат              | Место                 | Резултат              | Место                 | Детаљи |
| ------------- | ---------- | ------------ | --------------- | --------------- | --------------------- | --------------------- | --------------------- | --------------------- | ------ |
| Наташа Мајерс | 100 м      | 11,09 НР     | Није стартовала | Није стартовала | Није се квалификовала | Није се квалификовала | Није се квалификовала | Није се квалификовала |        |